# Clan Keith
Il Clan Keith è un clan scozzese sia delle Highlands che delle Lowlands, il cui Capo ha storicamente detenuto il titolo ereditario di Maresciallo, poi Grande Maresciallo e infine Conte Maresciallo di Scozia.

## Storia

### Origini del Clan
Il toponimo "Keith" deriva da una forma cumbrica del gallese moderno coed ("bosco").
Si racconta che un guerriero della tribù dei Chatti abbia ucciso il generale danese Camus nella battaglia di Barrie nel 1010. Per questo atto di valore, Malcolm II di Scozia immerse tre dita nel sangue del defunto e le passò sullo scudo del guerriero. Da allora, il guerriero fu chiamato Marbhachair Chamuis, che significava "Colui che uccise Camus". Il capo del Clan Keith ha portato gli stessi tre segni sullo scudo da quel momento in poi. Tali segni sono visibili già nel 1316 sul sigillo di Sir Robert de Keith.
La vittoria di re Malcolm nella battaglia di Carham nel 1018 gli permise di ottenere il possesso del Lothian, e le terre di Keith nel Lothian furono successivamente assegnate a Marbhachair Chamuis. Fu da queste terre che i suoi discendenti presero il nome.
Un avventuriero normanno di nome Hervey sposò l'erede nativa di Marbhachair, e intorno al 1150 Davide I di Scozia le concesse una carta per le terre di Keith. In una carta del 1176, il loro figlio fu designato come Maresciallo del Re di Scozia. Il Maresciallo aveva il compito di garantire la sicurezza personale del re all'interno del Parlamento ed era anche il custode delle insegne reali.

### Guerre d'Indipendenza Scozzese
Nel 1308, Roberto I di Scozia concesse la Foresta Reale di Aberdeenshire al suo amico, Robert de Keith. Qui il Maresciallo costruì il suo castello. Suo nipote, William Keith di Galston, riportò il cuore di Bruce all'Abbazia di Melrose dopo la morte di Sir James Douglas nella battaglia di Teba in Andalusia.
Bruce confermò alla famiglia l'ufficio ereditario di Maresciallo con una carta del 1324, e Sir Robert de Keith comandò la cavalleria scozzese nella battaglia di Bannockburn. L'incarico fu detenuto con la condizione che la famiglia portasse le antiche armi ereditate da Marbhachair Chamuis.
Sir Robert Keith, il Maresciallo, accompagnò il giovane Davide II di Scozia nella sua fuga in Francia per sfuggire all'usurpazione di Edoardo Balliol.

### XV secolo e conflitti del Clan
Il Clan Keith era spesso in conflitto con il vicino Clan Irvine e, nel 1402, si dice che il Clan Irvine abbia attaccato e sconfitto un gruppo di guerrieri invasori del Clan Keith in quella che è nota come la Battaglia di Drumoak.
Sir William Keith, il Maresciallo, che morì nel 1407, sposò l'erede di Sir Alexander Fraser, aggiungendo così vasti possedimenti a Buchan, Kincardine e Lothian al suo patrimonio già esistente. Il fratellastro di William, John Keith, sposò l'erede della famiglia Cheyne, il che portò al Clan Keith immense proprietà a Inverurie, inclusa Inverurie castello, che divenne in seguito la sede dei capi del clan. Tre dei figli di Sir William Keith sposarono figli di Roberto II di Scozia, mentre un'altra figlia sposò Sir Adam Gordon, antenato dei Conti di Huntly.
Intorno al 1458, l'erede del Maresciallo o Grande Maresciallo fu creato 1º Conte Maresciallo, diventando l'unico pari ad essere designato con il titolo del suo ufficio di stato.

Armi di Keith, Conte Marischal: Argento, su un capo di porpora, tre palle d'oro.

Un ramo del Clan Keith che abitava nel Caithness combatté nella Battaglia di Tannach (probabilmente nel 1464), dove assistette il Clan Mackay contro il Clan Gunn. Successivamente, combatterono un'altra battaglia contro i Gunn, nota come la Battaglia dei Campioni (probabilmente nel 1478). Questa battaglia vide affrontarsi dodici uomini del Clan Gunn e ventiquattro del Clan Keith. La maggior parte dei Gunn, incluso il capo del clan, fu uccisa. Tuttavia, Keith di Ackergill fu ucciso poco dopo dai Gunn in un attacco di vendetta.

### XVI e XVII secolo
William Keith, 3º Conte Maresciallo, insieme al Conte di Glencairn, invitò John Knox, il riformatore religioso, a tornare in Scozia nel 1559. William Keith, 4º Conte Maresciallo, fondò il Marischal College ad Aberdeen. George Keith, 5º Conte Maresciallo, guidò l'ambasciata in Danimarca che portò al matrimonio di Giacomo VI di Scozia con Anna di Danimarca.
Un membro del clan, William Keith di Delny (morto nel 1599), fu un cortigiano scozzese e Maestro del Guardaroba Reale. Servì anche come ambasciatore per Giacomo VI in vari paesi. Fu un importante intermediario tra George Keith, 5º Conte Maresciallo, e il re, tra il re e i cortigiani, e tra il re e i governi stranieri.

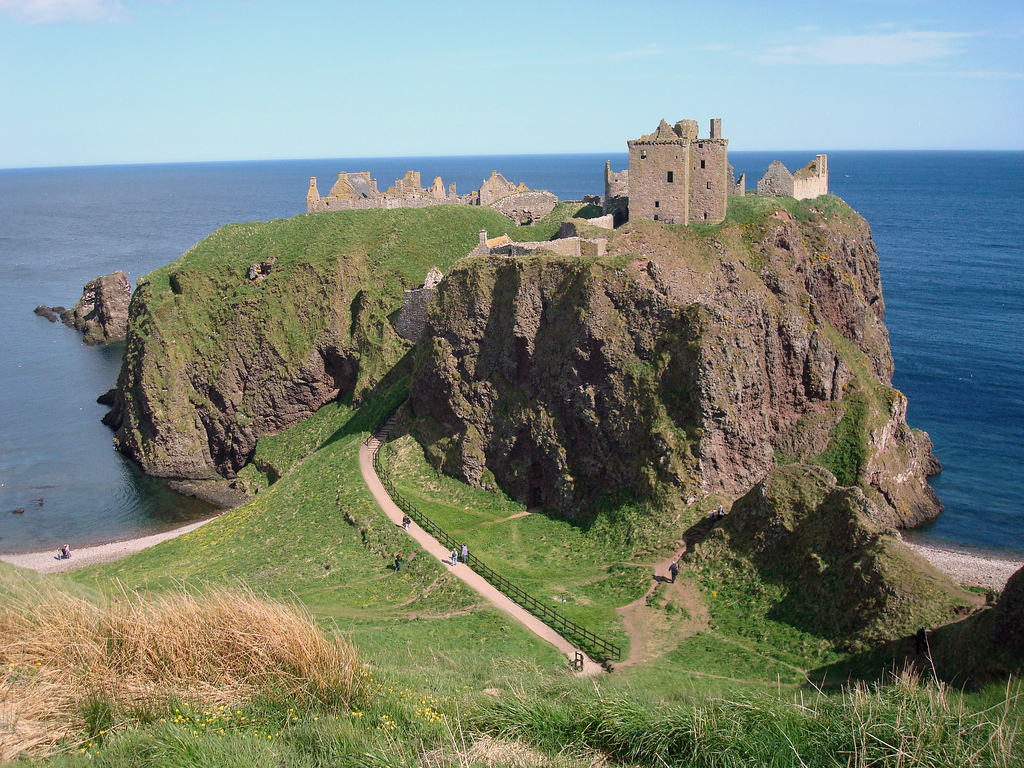
Le rovine del Castello di Dunnottar, sede dei capi del Clan Keith

Dopo l'incoronazione di Carlo II d'Inghilterra nel 1651, William Keith, 7º Conte Maresciallo, fu catturato e imprigionato nella Torre di Londra. Rimase lì fino alla Restaurazione, quando il re lo nominò Consigliere Privato e successivamente Lord Privy Seal, come ricompensa per ciò che lui e la sua famiglia avevano subito per la causa reale. Dopo l'incoronazione di Carlo, i gioielli della corona scozzese furono nascosti nelle terre dei Keith, e di conseguenza il fratello del Maresciallo, John Keith, fu nominato Cavaliere Maresciallo e Conte di Kintore.

### XVIII secolo e Sollevamenti Giacobiti
George Keith, 8º Conte Maresciallo, fu nominato Cavaliere dell'Ordine più antico e nobile del Cardo da Giacomo Francesco Edoardo Stuart (il Vecchio Pretendente). Durante il sollevamento giacobita del 1715, il Clan Keith supportò la causa giacobita. Come risultato, George Keith, 10º Conte Maresciallo, insieme a suo fratello, James Francis Edward Keith, perse le sue terre, castelli e titoli. Tuttavia, i due fratelli Keith ebbero un ruolo nelle faccende continentali durante il XVIII secolo, con il conte che divenne uno dei pochi Cavalieri giacobiti dell'Ordine più nobile del Giarrettiera. Ricevette anche il più alto ordine di Prussia, l'Ordine dell'Aquila Nera, mentre suo fratello ricevette l'Ordine di San Andrea Apostolo, il Primo Chiamato, di Russia.
Nel 1801, il Right Honourable Lord Lyon, re d'arme riconobbe Keith di Ravelston e Dunnotter come rappresentante dei Keith Maresciallo, e suo nipote fu nominato Cavaliere Maresciallo nel 1822 in occasione della visita a Edimburgo di Giorgio IV.
Algernon Hawkins Thomond Keith-Falconer, 9º Conte di Kintore e 9º Lord Keith di Inverurie e Keith Hall, fu un personaggio flamboyant e decimò le terre di Kintore. Tuttavia, Sir James Ian Baird di Urie, poi Keith di Urie, 12º Conte di Kintore, 12º Lord Keith di Inverurie e Keith Hall, 2º Visconte di Stonehaven, 2º Barone di Stonehaven e 3º Baroneetto, promosse il clan a livello internazionale e nominò un Seanchaí per preservare la loro storia e tradizioni.
Nel 1978, il Capo del Clan Keith e il Comandante del Clan Gunn firmarono un trattato di pace presso la Cappella di St. Tayrs, ponendo fine alla faida tra i due clan che era iniziata nel 1478.
Nel 2002, il 13º Conte di Kintore, che era stato il precedente Capo del Clan Keith, stipulò un trattato di pace con il precedente Capo del Clan Irvine, in una cerimonia elaborata sulle rive del fiume Dee, ponendo fine alla loro faida di 600 anni.

## Capo
L'attuale Capo del Clan Keith è Sir James William Falconer Keith di Urie, 14º Conte di Kintore, 14º Lord Keith di Inverurie e Keith Hall, 4º Visconte di Stonehaven, 4º Barone di Stonehaven, 5º Baroneetto, 6º di Ury (nato il 15 aprile 1976).

## Clan Tartan, Stemma e Motto

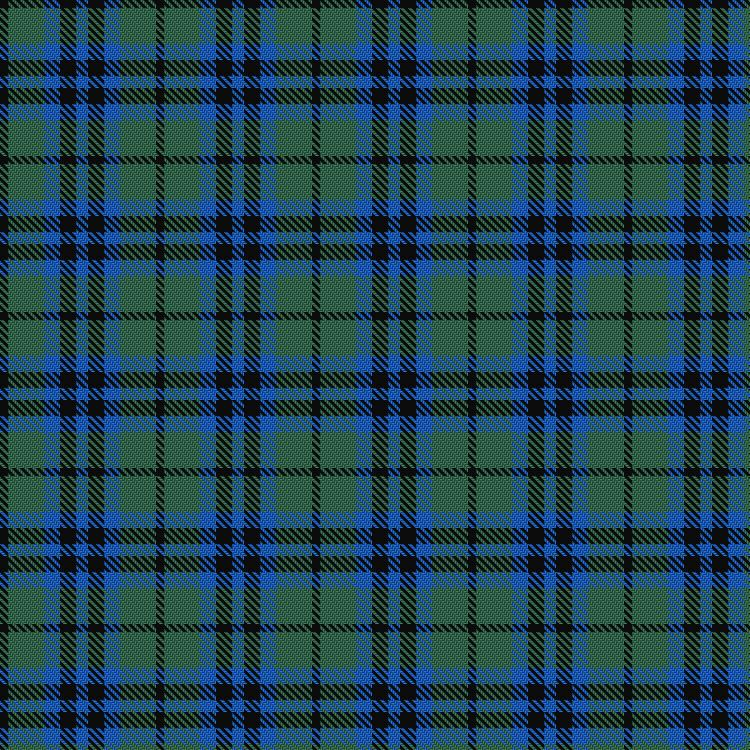
Il tartan del Clan Keith

Il tartan del Clan Keith è registrato presso il Registro Scozzese dei Tartans con la data del 1° gennaio 1838. I numeri di riferimento della Scottish Tartans Authority (STA) e del Scottish Tartans World Register (STWR) sono entrambi 253. Il designer non è specificato e il tartan è stato registrato prima della creazione del Registro Scozzese dei Tartans (SRT).
Note di registrazione:
Le note di Jack Dalgety di giugno 1963 affermano: "Questo disegno è lo stesso di Falconer, Austin e Marshall e deriva da Lord Falconer, che prese il controllo delle terre vincolate dei Keith, Earl Marischal, all'inizio del XIX secolo. Esiste una famiglia Keith-Falconer che indossa questo tartan." La data più antica conosciuta, da un elenco compilato da D.C. Stewart basato sulle lettere di Wilsons di Bannockburn, è del 1838. È anche registrato nel libro dei modelli di Wilsons di Bannockburn del 1819 come No. 75 o Austin. D.W. Stewart scrive nel suo libro "Old and Rare..." del 1893 che "è incluso in ogni raccolta antica." I Keith erano una potente famiglia celtica, che deteneva l'ufficio ereditario di Grande Maresciallo di Scozia. Sono associati al Castello di Dunottar, vicino a Stonehaven. Wilsons of Bannockburn era un'azienda di tessitura fondata circa nel 1770 vicino a Stirling. I libri dei modelli si trovano nel Museo Nazionale delle Antichità di Edimburgo. Copie dei libri dei modelli e delle lettere sono nell'archivio della Scottish Tartans Society.

### Clan Stemma e Motto
Il stemma del Clan Keith è una testa di capriolo (Capreolus capreolus), noto anche come capriolo europeo o capriolo occidentale. Il maschio della specie è talvolta chiamato "roebuck" (capriolo maschio). Il capriolo è simbolo di agilità e forza, e rappresenta l'energia e la nobiltà del clan.
Il Motto del Clan Keith, "Veritas Vincit", si traduce come "La verità vince", un motto che enfatizza l'importanza della verità e della giustizia come principi fondamentali del clan.

## Castelli
- Keith Marischal House, situata a tre miglia a sud di Pencaitland, nell'East Lothian, è una casa-torre in forma di L che risale al XVI secolo[15]. Si trova sul sito di un precedente castello costruito dai Keith nel XIV secolo[15].
- Dunnottar Castello sorge su un promontorio roccioso sopra il mare, a poche miglia a sud di Stonehaven, nel Kincardineshire[15]. Una fortezza esisteva già lì dal XII secolo, anche se fu occupata dai Keith a partire dal 1382, dopo che scambiarono la loro proprietà di Struthers con il Clan Lindsay per Dunnottar[15]. Le attuali rovine di Dunnottar comprendono una torre, un cortile, una cappella e l'ingresso del castello che si trova in cima a una ripida salita attraverso un tunnel. Il re Donald II di Scozia fu ucciso lì nel 900 e William Wallace catturò il castello dagli inglesi nel 1297[15]. Maria Stuart soggiornò al castello nel 1562 e James Graham, 1º marchese di Montrose, assediò senza successo il castello nel 1645. William Keith, 9º conte Marischal, ospitò Carlo II d'Inghilterra al castello nel 1650 e le insegne reali scozzesi vi furono custodite quando Oliver Cromwell invase nel 1651. Cromwell assediò il castello nel 1652 e capitolò solo dopo otto mesi a causa della fame e della rivolta. La guarnigione del castello era comandata da Sir Robert Keith, quarto figlio del 6° conte Marischal. Il castello fu tenuto per Guglielmo d'Orange nel 1689 e molti giacobiti furono imprigionati lì[15]. Il duca di Argyll parzialmente danneggiò il castello dopo che George Keith, 10º conte Marischal, sostenne la rivolta giacobita del 1715[15].
- Keith Hall nell'Aberdeenshire, un tempo conosciuto come Caskieben, è la sede attuale del capo del Clan Keith. È una casa-torre in forma di Z che risale al XVI secolo[15].
- Fetteresso Castlello passò dal Clan Strachan al capo del Clan Keith, conte Marischal, all'inizio del XIV secolo.
- Ackergill Torre, situata a poche miglia a nord di Wick, nel Caithness, è una torre e una villa che risale al XV secolo[15]. Si erge su cinque piani ed era originariamente di proprietà dei Cheynes, ma passò ai conti Marischal dei Keith intorno al 1350[15]. I Keith che abitavano il Caithness avevano una lunga e amara faida con il Clan Gunn. Nel 1556 i Keith furono assediati nel castello dal Clan Sinclair prima di venderlo a loro nel 1612[15]. Sir Robert Keith di Benholm aveva anche attaccato il castello durante una disputa familiare[15].
- Clackriach Castello è una casa-torre del XVI secolo vicino a Maud, nell'Aberdeenshire[15].